# Синнес (тауншип, Миннесота)
Синнес (англ. Synnes) — тауншип в округе Стивенс, Миннесота, США. На 2000 год его население составило 104 человека.

## География
По данным Бюро переписи населения США площадь тауншипа составляет 92,7 км², из которых 91,9 км² занимает суша, а 0,8 км² — вода (0,89 %).

## Демография
По данным переписи населения 2000 года здесь находились 104 человека, 34 домохозяйства и 29 семей. Плотность населения —  1,1 чел./км². На территории тауншипа расположено 37 построек со средней плотностью 0,4 построек на один квадратный километр. Расовый состав населения: 93,27 % белых, 0,96 % азиатов, 1,92 % — других рас США и 3,85 % приходится на две или более других рас. Испанцы или латиноамериканцы любой расы составляли 5,77 % от популяции тауншипа.
Из 34 домохозяйств в 38,2 % воспитывались дети до 18 лет, в 82,4 % проживали супружеские пары и в 11,8 % домохозяйств проживали несемейные люди. 5,9 % домохозяйств состояли из одного человека, при том 2,9 % из — одиноких пожилых людей старше 65 лет. Средний размер домохозяйства — 3,06, а семьи — 3,23 человека.
31,7 % населения — младше 18 лет, 4,8 % — в возрасте от 18 до 24 лет, 24,0 % — от 25 до 44, 24,0 % — от 45 до 64, и 15,4 % — старше 65 лет. Средний возраст — 38 лет. На каждые 100 женщин приходилось 126,1 мужчин. На каждые 100 женщин старше 18 приходилось 115,2 мужчин.
Средний годовой доход домохозяйства составлял 41 250 долларов, а средний годовой доход семьи —  43 750 долларов. Средний доход мужчин —  31 042  доллара, в то время как у женщин — 13 750. Доход на душу населения составил 16 386 долларов. За чертой бедности не находилась ни одна семья и 0,9 % всего населения тауншипа.